# هشت گناه بزرگ انسان متمدن
هشت گناه بزرگ انسان متمدن (آلمانی: Die acht Todsünden der zivilisierten Menschheit) کتابی است که در سال ۱۹۷۳ به وسیله کنراد لورنتس نوشته شد.

## محتوا
مقدمه محمود بهزاد بر این کتاب :
کتاب حاضر که هشت گناه بزرگ انسان متمدن نام دارد، اثری است به ظاهر کوچک ! ولی با محتوایی بسیار پرمعنی و آموزنده از کنراد لورنتس دانشمند اتریشی بنیانگذار علم «اتولوژی» جدید که با انتشار دو کتاب ارزنده انگشتر حضرت سلیمان و تهاجم شهرت جهانی کسب کرده است. کنراد لورنتس که دانشگاه وین ابتدا دکترای پزشکی و سپس دکترای حیوان شناسی گرفته مطالب این کتاب را بعد از چند سخنرانی در رادیو،که بر خلاف انتظارش بسیار مورد توجه قرار گرفت، جمع آوری کرده و به صورت کتاب حاضر درآورد. او به خاطر تحقیقات فراوانش در رفتار شناسی حیوانات برنده جایزه نوبل گشت.
کتاب حاضر درباره ۸ رفتار کنونی نوع آدمی به بحث می پردازد و پس از توضیح آن رفتار ها و نتایجی که به بار می آورند، نشان می دهد که اگر تدابیر جدی ای برای مهارکردن آنها اندیشیده نشود، جز تباهی و احتمالا نابودی بشریت و تمامی جاندارانی که با نوع آدمی در این کره خاکی زندگی میکنند، پی آمدی نخواهد داشت.
- تراکم جمعیت
- ویران ساختن محیط زیست
- رقابت آدمی با خود
- سستی احساس
- تباهی وراثت
- سنت شکنی
- نظریه پذیری
- سلاح های هسته ای